# Kunta Kinte (singolo)
Kunta Kinte è un singolo del cantautore italiano Daniele Silvestri, pubblicato il 9 gennaio 2004 come unico estratto dal primo album dal vivo Livre trânsito.

## Descrizione
L'idea del brano nasce dal rapper Frankie hi-nrg mc (che nell'album risulta coautore del testo), ma non essendo riuscito ad includere la canzone nel suo album, l'ha "lasciata" a Daniele Silvestri .
Il brano prende il nome da Kunta Kinte, protagonista del romanzo Radici, un gambiano tratto in schiavitù e portato come schiavo negli Stati Uniti d'America

## Video musicale
Il videoclip, diretto da Vittorio Badini Confalonieri, vede protagonista Silvestri alla guida di un TIR. Liberatisi dalle catene, salgono sul rimorchio numerosi giovani che danzano come se si trovassero in una galera. Verso il finale del video, il TIR deve vedersela con un posto di blocco organizzato dall'esercito, che gli punta contro le armi. Il TIR si riesce a salvare dal posto di blocco spiccando il volo all'ultimo momento. Alla fine però il TIR potrebbe essere soltanto un giocattolo. Il video è stato interamente girato presso l'Aeroporto di Cuneo

## Tracce
1. Kunta Kinte
2. 1000 euro al mese (live)

## Classifiche
| Paese  | Posizione raggiunta |
| ------ | ------------------- |
| Italia | 19                  |